# Jasionowo (gmina Lipsk)
Jasionowo – wieś w Polsce położona w województwie podlaskim, w powiecie augustowskim, w gminie Lipsk.
W latach 1975–1998 miejscowość należała administracyjnie do województwa suwalskiego.
26 sierpnia 1943 roku niemiecka żandarmeria z posterunku w Lipsku i oddział Jagdzug z Krasnego otoczyły wieś kordonem i wymordowała 58 osób w tym 19 dzieci. Po egzekucji mienie zamordowanych zrabowano a budynki spalono. Akcją dowodził Kurt Wiese SS-Oberscharfuhrer z gestapo w Grodnie.